# Das verflixte 3. Jahr
Das verflixte 3. Jahr (Originaltitel: L’amour dure trois ans) ist ein französischer Spielfilm aus dem Jahr 2012 und das Regiedebüt des Autors Frédéric Beigbeder.

## Handlung
Die Scheidung von seiner Frau Anne stürzt den Literaturkritiker und Klatschkolumnisten  Marc Marronnier in eine Krise, in der er einen Selbstmordversuch unternimmt. Er gelangt zu dem Schluss, dass Liebe nicht länger als drei Jahre anhält. Seine Thesen schreibt er in einem 200-seitigen Manuskript nieder, das er an verschiedene Verlage schickt. Nach einigen Absagen erklärt sich die Verlegerin Francesca Vernesi bereit, das Buch unter dem Titel Die Liebe währt drei Jahre zu veröffentlichen. Da Marc unerkannt bleiben möchte, erscheint das Buch unter einem Pseudonym.
Bei einer Beerdigung lernt er Alice, die Frau seines Cousins Antoine, kennen. Da beide das Lied The Windmills of Your Mind von Michel Legrand mögen, kommt es zu einer längeren Unterhaltung. Alice, die als Fotografin für das Magazin Vogue arbeitet, trifft sich später mit Marc am Place Dauphine und sie beginnen eine heimliche Beziehung. Während eines Ausfluges ins Baskenland lenkt Marc das Gespräch auf sein Buch. Als Alice das Buch abwertend beurteilt, beschließt Marc, sich nicht als Autor zu erkennen zu geben. Nach der Reise verlässt Alice ihren Mann und zieht bei Marc ein.
Als Marcs Buch mit dem Literaturpreis Prix de Flore ausgezeichnet wird, gibt Francesca Vernesi – entgegen Marcs Wunsch – dessen Autorenschaft bekannt. Alice erfährt durch einen Fernsehbericht davon und ist über Marcs Einstellung zur Liebe sehr enttäuscht. Sie verlässt ihn und geht zurück zu Antoine.
Marc ist sehr deprimiert. Er versucht Alice wieder für sich zu gewinnen und macht ihr während einer Livesendung im Fernsehen einen Heiratsantrag, sie ignoriert allerdings seine Kontaktaufnahmen. Seine Verlegerin bietet ihm an nach Australien zu gehen, um dort an einem neuen Buch zu arbeiten. Marc unterdessen beginnt einen Dokumentarfilm zum Thema Liebe und interviewt unter anderem die Schriftsteller Pascal Bruckner, Alain Finkielkraut und Paul Nizon.
Als er einen Entwurf des Films seinem Freund Jean-Georges vorführt, eröffnet dieser ihm, dass er seinen Surflehrer Steve heiraten will und dass Marc sein Trauzeuge sein soll. Jean-Georges schickt auch eine Einladung an Alice und schreibt ihr, dass Marc gedenke nach Australien zu gehen. Am Tag der Trauung schaut Alice mit Antoine den Film Thomas Crown ist nicht zu fassen an. Als das Lied The Windmills of Your Mind läuft, erinnert sie sich an die Zeit mit Marc und reist spontan zur Trauung. Dort hat Marc als Überraschung für das Brautpaar einen Auftritt von Michel Legrand organisiert. Als dieser das Lied The Windmills of Your Mind spielt, kommen sich Marc und Alice wieder näher und diskutieren, ob Marcs Theorien weiterhin Bestand haben.

## Kritiken
Die Zeitung Le Parisien schrieb: „Eine Komödie, an die man sich auch in drei Jahren noch gerne erinnert wird.“
Anne-Katrin Müller kommentierte in Kunst + Film: „Eine romantische Komödie schlichtesten Strickmusters – zur Abwechslung einmal nicht im US-College- oder –Hausfrauen-Milieu, sondern vom Jahrmarkt der Eitelkeiten des Pariser Literaturbetriebs.“
Eckhard Haschen meinte in der Tageszeitung: „Natürlich lässt Beigbeder es sich darüber hinaus nicht nehmen, den Literaturbetrieb, dem er selber angehört, gehörig durch den Kakao zu ziehen. [...] Wie ehrlich Beigbeders selbstironische Brechungen wirklich gemeint sind, muss am Ende natürlich jeder für sich selbst entscheiden.“
Das Lexikon des internationalen Films schrieb: „Eine zwischen Oberflächlichkeit und Originalität changierende Komödie über die Unmöglichkeit der Liebe. Dabei zeigt sich der Regisseur deutlich von der neurotischen Nachdenklichkeit und den ironischen Selbstzweifeln eines Woody Allen beeinflusst.“